# Sonia Iovan
Sonia Iovan   (Cluj-Napoca, 29 de setembre de 1935 - La Chapelle-de-Brain, 5 de setembre de 2024) va ser una gimnasta artística romanesa, ja retirada, que va competir durant les dècades de 1950 i 1960.

## Biografia
El 1956 va prendre part en els Jocs Olímpics d'Estiu de Melbourne, on disputà les set proves del programa de gimnàstica. Guanyà la medalla de bronze en la competició del concurs complet per equips, mentre en la del concurs per aparells per equips fou cinquena. En les altres proves finalitzà en posicions més endarrerides. Quatre anys més tard, als Jocs de Roma, tornà a guanyar la medalla de bronze en la competició del concurs complet per equips, mentre en el concurs complet individual i el salt sobre cavall fou cinquena i en l'exerci de terra i les barres asimètriques fou sisena. El 1964, a Tòquio, disputà els seus tercers i darrers Jocs Olímpics. En ells destaca la sisena posició en la competició del concurs complet per equips.
En el seu palmarès també destaca una medalla de bronze al Campionat del Món de gimnàstica artística de 1958 i cinc medalles al Campionat d'Europa de gimnàstica artística, dues de plata i tres de bronze, entre les edicions de 1957 i 1959.